# Stephen Clemence
Stephen Neal Clemence (Liverpool, Inglaterra, 31 de marzo de 1978) es un exfutbolista inglés, se desempeñaba como centrocampista y se retiró en 2010 debido a problemas con lesiones.

## Clubes
| Club                 | País       | Año         | Partidos | Goles |
| Tottenham Hotspur FC | Inglaterra | 1997 - 2003 | 91       | 2     |
| Birmingham City FC   | Inglaterra | 2003 - 2007 | 121      | 8     |
| Leicester City FC    | Inglaterra | 2007 - 2010 | 31       | 2     |